# Comitè Flamenc de França
El Comitè Flamenc de França (flamenc occidental Vlaemsch Comiteit van Vrankryk) és una associació acadèmica fundada el 10 d'abril del 1853 per Edmond de Coussemaker de Bailleul, que té per objecte l'estudi i la difusió de la cultura flamenca (història, literatura, musicologia, arquitectura, idioma ...) en el Flandes francès (districtes de Dunkerque, Lilla i Douai) i d'impuls del flamenc occidental al Westhoek. Disposa d'una biblioteca a Hazebrouck (sobre el Museu dels Agustins). L'actual presidenta és Philippe Masingarbe.
Quan fou creat adoptà la divisa Moedertaal en Vaderland, ja que defensava la llengua i el catolicisme, però esdevingué una societat d'erudits i notables que s'ocuparen més de la història, l'arqueologia i del folklore, cosa ja denunciada per Louis de Backer, primer vicepresident del Comitè, mentre que els clergues s'oposaven a la difusió del francès perquè comportava la difusió del laïcisme. Encapçalaren protestes contra l'Ordre del ministre Victor Durey del 1866 que prohibia l'ús del flamenc a l'escola.
Posteriorment adoptaren la divisa Fransch zyn ik, Vlaeming bluuven ik. El 19 de desembre 1981 va signar el Manifest dels Flamencs de França amb el Cercle Michel de Swaen, Menschen lyk wyder, Het Reuzekoor i Tegaere Toegaen.

## Presidents
- Edmond de Coussemaker (1853-1876)
- Alexandre Bonvarlet (1876-1900)
- Camille Looten (1900-1941)
- Auguste Leman (1941-1945)
- Paul Verschaeve (1945-1948)
- Jean-Pierre Verschave (- 2002)
- Christiane Lesage (2002-2009)
- Philippe Masingarbe (2009-)